# بث پورتر
بث پورتر (به انگلیسی: Beth Porter؛ زادهٔ ۲۳ مهٔ ۱۹۴۲ – درگذشتهٔ ۱ اوت ۲۰۲۳) بازیگر اهل ایالات متحده آمریکا بود.
از جمله فیلم‌ها یا برنامه‌های تلویزیونی‌ای که وی در آنها نقش داشته‌است، می‌توان به گتسبی بزرگ و عشق و مرگ اشاره کرد.
پورتر در ۱ اوت ۲۰۲۳، در سن ۸۱ سالگی درگذشت.